# Robert Schrader
Robert Schrader (12 de septiembre de 1939, Berlín - 29 de noviembre de 2015, Berlín)  fue un físico teórico y matemático alemán. Es conocido por los axiomas de Osterwalder-Schrader. 

## Educación y carrera
De 1959 a 1964, Schrader estudió física en la Universidad de Kiel, la Universidad de Zúrich y la Universidad de Hamburgo, donde completó su diploma en 1964. Su tesis de diploma Die Charaktere der inhomogenen Lorentzgruppe (Los personajes del inhomogéneo grupo de Lorentz) fue supervisada por Harry Lehmann y Hans Joos. En 1965 ingresó en la ETH Zurich, donde trabajó como asistente y se doctoró (Promoción) en 1969 bajo la supervisión de Klaus Hepp y Res Jost.  Su tesis, publicada en Communications in Mathematical Physics, trataba del modelo de Lee introducido en 1954 por Tsung-Dao Lee.    
De 1970 a 1973, Schrader fue investigador en la Universidad de Harvard y en la Universidad de Princeton. En Harvard, bajo la supervisión de Arthur Jaffe, trabajó con Konrad Osterwalder en la teoría cuántica de campos euclidiana. En 1971 Schrader se habilitó en la Universidad de Hamburgo con la tesis Das Yukawa Modell in zwei Raum-Zeit-Dimensionen (El modelo Yukawa en dos dimensiones espaciotemporales). Fue profesor de física teórica en la Universidad Libre de Berlín desde 1973 hasta su jubilación en 2005. Fue científico visitante en 1974 y nuevamente en 1980 en el IHÉS de París, en 1976 en Harvard, en 1979 en el CERN,  durante el año académico 1986/87 en el Instituto de Estudios Avanzados, y en 1989 en la ETH. Durante dos años académicos, de 1982 a 1984, fue profesor invitado en la Universidad Estatal de Nueva York en Stony Brook. 
Schrader fue autor o coautor de más de 100 publicaciones científicas.  Se ocupó de la teoría cuántica de campos axiomática y, con Konrad Osterwalder, introdujo en 1973 los axiomas de Osterwalder-Schrader para las funciones de Euclidian Green.   Arthur Jaffe sugirió a sus postdoctorados Osterwalder y Schrader que estudiaran el trabajo sobre la formulación euclidiana de la teoría cuántica de campos (QFT) realizado por Kurt Symanzik y Edward Nelson. Los dos posdoctorados publicaron un conjunto de axiomas que contenían la propiedad crucial llamada positividad de reflexión (RP), también conocida como positividad de Osterwalder-Schrader. El teorema de reconstrucción de Osterwalder-Schrader establece que las funciones de Wightman de una QFT relativista pueden reconstruirse a partir de las funciones de Schwinger de una teoría euclidiana que satisfaga los axiomas de Osterwalder-Schrader. RP es importante para la mecánica estadística y la teoría del calibre de red.  Schrader trabajó en muchas otras áreas de la física matemática y teórica, como la teoría de Yang-Mills,    invariantes de variedades tridimensionales,   formulación reticular de la teoría gravitacional,   caos cuántico,  y posibilidades de medir ondas gravitacionales con SQUID.  Su extensa colaboración con Vadim Korstrykin incluyó investigaciones sobre cables cuánticos   y operadores laplacianos en gráficos métricos. 

## Publicaciones Seleccionadas
- Joos, H.; Schrader, R. (1968). «On the primitive characters of the Poincaré group». Communications in Mathematical Physics 7 (1): 21-50. Bibcode:1968CMaPh...7...21J. doi:10.1007/BF01651216.
- Schrader, R. (1972). «The Maxwell Group and the Quantum Theory of Particles in Classical Homogeneous Electromagnetic Fields». Fortschritte der Physik 20 (12): 701-734. Bibcode:1972ForPh..20..701S. doi:10.1002/prop.19720201202.
- Osterwalder, Konrad; Schrader, R. (1972). «Feynman-Kac Formula for Euclidean Fermi and Bose Fields». Physical Review Letters 29 (20): 1423-1425. Bibcode:1972PhRvL..29.1423O. doi:10.1103/PhysRevLett.29.1423.
- Borisov, N. V.; Müller, W.; Schrader, R. (1988). «Relative index theorems and supersymmetric scattering theory». Communications in Mathematical Physics 114 (3): 475-513. Bibcode:1988CMaPh.114..475B. doi:10.1007/BF01242140.
- Fring, A.; Kostrykin, V.; Schrader, R. (1996). «On the absence of bound-state stabilization through short ultra-intense fields». Journal of Physics B: Atomic, Molecular and Optical Physics 29 (23): 5651-5671. Bibcode:1996JPhB...29.5651F. arXiv:quant-ph/9604009. doi:10.1088/0953-4075/29/23/011.
- Kostrykin, V.; Schrader, R. (1999). «Scattering Theory Approach to Random Schrödinger Operators in One Dimension». Reviews in Mathematical Physics 11 (2): 187-242. Bibcode:1999RvMaP..11..187K. arXiv:math-ph/0011032. doi:10.1142/S0129055X99000088.
- Schrader, R. (2000). «On a Quantum Version of Shannon's Conditional Entropy». Fortschritte der Physik 48 (8): 747-762. Bibcode:2000ForPh..48..747S. arXiv:quant-ph/0003048. doi:10.1002/1521-3978(200008)48:8<747::AID-PROP747>3.0.CO;2-T.
- Kostrykin, Vadim; Schrader, Robert (2006). The inverse scattering problem for metric graphs and the traveling salesman problem. Bibcode:2006math.ph...3010K. arXiv:math-ph/0603010.
- Kostrykin, Vadim; Potthoff, Jürgen; Schrader, Robert (2012). «Brownian motions on metric graphs». Journal of Mathematical Physics 53 (9): 095206. Bibcode:2012JMP....53i5206K. arXiv:1102.4937. doi:10.1063/1.4714661.
- Schrader, R. (2016). «Piecewise linear manifolds: Einstein metrics and Ricci flows». Journal of Physics A: Mathematical and Theoretical 49 (20): 205201. Bibcode:2016JPhA...49t5201S. arXiv:1508.05520. doi:10.1088/1751-8113/49/20/205201.